# Società escursionisti lecchesi
La Società escursionisti lecchesi (nota anche come S.E.L.) è un'associazione escursionistica fondata nel 1899 con sede a Lecco.

## Storia
La S.E.L. venne fondata il 1º gennaio 1899 da un gruppo di giovani staccatisi dalla Società Alpina Operaia "A. Stoppani" insieme ad altri individui non provenienti da tale associazione; dopo il primo anno di vita contava già 80 soci.

Le attività dei primi anni consistettero nella partecipazione ad eventi o gare di corsa in montagna (come la "Marcia 24 in Montagna", da Morbegno a Lecco) nonché nella partecipazione e organizzazione delle prime gare di sci, tant'è che nel 1908 venne costituita la Sezione Skyatori, che fu tra le prime ad entrare nella Federazione Italiana Sci; successivamente, nel 1915, la società ricevette l'incarico di organizzare le gare del campionato italiano di sci.

Nel 1908 venne fondato un rifugio ai piani dei Resinelli (rifugio SEL), mentre pochi anni dopo, durante la Grande Guerra, 19 soci perirono al fronte. Successivamente, nel 1921, venne costruito il rifugio Alberto Grassi ai piedi del Pizzo dei Tre Signori, e nel 1923 venne acquistato il rifugio Luigi Azzoni (allora noto come capanna Daina, dal nome della famiglia che possedeva il terreno), già gestito da due anni da un privato. Nel 1926 viene inoltre costruito il Rifugio Castelli, poi Sassi Castelli ai Piani di Artavaggio.

Nel 1935 la S.E.L., come tutte le altre organizzazioni minori, per volere dei fascisti venne inglobata nel Club Alpino Italiano, riprendendo poi la sua normale attività nel 1945 (che per qualche anno consistette nel ricostruire i rifugi bruciati dai nazifascisti), dopo la morte in guerra di altri 26 soci.

## Attività

### Rifugi
Di seguito i rifugi di proprietà della S.E.L.:
- Rifugio Luigi Azzoni con annesso il bivacco Città di Lecco, in vetta al monte Resegone
- Rifugio Alberto Grassi, ai piedi del Pizzo dei Tre Signori
- Rifugio S.E.L. Rocca Locatelli, ai piani dei Resinelli
- Rifugio Sassi Castelli, ai piani di Artavaggio

### 6677
Si tratta di una manifestazione non competitiva che consiste nel visitare i quattro rifugi in una sola stagione estiva (6677 è la somma delle quote in metri a cui si trovano tali rifugi).

### Assalto al Resegone
Si svolge sul monte Resegone ogni prima domenica di luglio dal 1965 e consiste in una gara competitiva tra società escursionistiche: in base al sentiero percorso, ad ogni singolo partecipante viene assegnato un punteggio, il quale va a sommarsi a tutti quelli dei suoi consoci. Vince la società che totalizza più punti.